# Apartheid Is Nazism
Apartheid Is Nazism is een album van de Ivoriaanse reggaezanger Alpha Blondy.
Het nummer Apartheid is Nazism is een protestnummer over de apartheid in Zuid-Afrika. Het nummer Sebe Allah Ye is een liefdesverklaring aan God. Verder maakt Alpha Blondy op dit album sterk duidelijk hoe hij over de politiek denkt.
Alleen de nummers Apartheid is Nazism en Come Back Jesus zijn Engelstalig, de andere nummers zijn gezongen in het Dioula (een West-Afrikaans dialect), Frans, Arabisch of Hebreeuws.

## Tracklist
1. Afriki (5:07)
2. Jah Houphouet (5:25)
3. Apartheid Is Nazism (4:49)
4. Idjidja (5:02)
5. Sahel (4:10)
6. Sebe Allah Y'e (4:46)
7. Kiti (5:17)
8. Come Back Jesus (5:35)
9. Djinamory (7:11)